# Јелена Кујунџић
Јелена Кујунџић (Београд, 1844—1914) била је српски преводилац и коректор и супруга Стојана Новаковића. Позната је по свом дневнику у коме је описала живот за време владавине Михаила и Милоша Обреновића.

## Биографија
Јелена Кујунџић је рођена у Београду 1844. године. Родитељи су јој били Јован Кујунџић "Ваљевац" (1813 - 1877) и Анастасија - Наста, ћерка председника суда Максима Ранковића. Њен брат је био Милан Кујунџић Абердар (1842 - 1893). Живели су на углу улица Ђуре Јакшића и Обилићевог венца. Јелена је завршила основну школу у Београду, у приватном Заводу за васпитање женскиња Чеха Шпачека. Заљубила се у братовог друга, Стојана Новаковића (1842-1915), професора, кога је упознала у кругу Српског омладинског покрета. Венчали су се у јулу 1864. године, када је Јелена имала непуних двадесет година. Живели су у Београду у Ресавској улици и имали неколико деце. Један од њихових синова, Милета, био је професор на Правном факултету у Београду.

## Књижевни рад
Јелена Јела Новаковић, рођена Кујунџић, имала је свега 18 година када је српска престоница 1862. године била бомбардована од стране турског гарнизона. Подстакнута тим догађајем, ова млада девојка започиње своју списатељску делатност и кроз дневничке записе постаје сведок тешких времена. Године 1864, непосредно пред своју удају, објавила је песму "Девојачка песма" у "Даници"(бр.4, стр. 297, из 1864)

#### Девојачка песма
Стани, жељо, стани,

Куд он нагла тако?

Стани, жељо, стани,

Хајде лакше малко.

Али куда летиш,

Куд ли ћеш да слетиш?

Ох, да хоћеш мила,

Драгану на крила.

Да му кажеш речцу

Али коју, коју?

Ох, та да га љубим

Као душу своју.
Павле Поповић, српски историчар књижевности, у једном од својих текстова о Јелени бележи следеће: "Она је била девојка свога времена, волела књижевност, примила омладинске идеје. У авлији куће њена оца био је један велики дуд и она је, кажу, често на њему читала и писала песме."
Историчари књижевности наводе да је дневник који је Јелена водила шездесетих година деветнаестог века значајно сведочење о времену у коме је живела. Јела је, потресена бомбардовањем Београда, одлучила да забележи што више информација о овом догађају. Касније је писала како се осећала као да ју је Бог изнова створио тиме што је преживела тај страшни дан, те да је то изазвало да "бележи сваку тачку и случај" који су се дешавали у њеном животу.
О овом, за српску историју значајном и тешком дану, Јела пише следеће: "Трећег јуна 1862. беше лепо време, и свет се по улицама размилео нестрпљиво очекујући када ће се чути глас од музике, да га позове променади. Банда отпоче свирати и младеж весела шетати се горе доле, са несташним погледима једно друго предусрећући. И мене то лепо време измамило беше. И ја поверовах оном сјајном сунцу да ће непрестано онако сјати, као што се после подне чињаше. Не знадох да ће и оно преварити." Иако бележи догађаје као да прави биографију једног времена, у начину на који пише наслућује се песнички манир.
Делови дневника биће објављени тек педесет година након његовог настајања. Објавиће их Стојан Новаковић уз поруку да могу посведочити о "расположењу и домаћој страни оног времена". Дневник описује не само бомбардовање, већ и живот за владавине Милоша и Михаила Обреновића.
Због поетске преписке са будућим супругом Јелена је веровала да ће и у браку бити места за бављење поезијом. Но, као све девојке оног времена, удајом она прихвата нове дужности, потискује своју жељу да пише и, уместо тога, успева да се бави коректуром и превођењем.
Српска академија наука и уметности у свом Архиву чува породичну преписку Стојана Новаковића у којој се, између осталог, налази и Јеленино писмо сину Милети, а које сведочи о неоствареним жељама ове пеникиње. У својој исповести, Јела наводи: "И мене је вукла жеља за поезијом, за списатељством, за науком вишом; али, у оно доба није био обичај да се женско дете много школује...И ја сам се покорила том животу и дала се опрегнути као вочић, само сам почела читати много и то ноћу. Здравље ми се почело рушити, у тај мах се јави твој отац и тако се сав девојачки живот по пропису извршио... Почели смо издавати Вилу, то је нов посао. То су ми биле прве коректуре а за њима су се низале друге кроз цео живот..."
Јелена Јела Кујунџић, удата Новаковић, умрла је 1914. године. Њен опус укључује стихове, дневник и преводе.